# 費爾柴德峰
83°52′S 165°41′E / 83.867°S 165.683°E
費爾柴德峰（英語：Fairchild Peak）
是南極洲的山峰，位於沙克爾頓海岸，處於蒂利特冰川終點南面，海拔高度2,180米，以美國研究隊的宇宙射線科學家命名，現時由南極條約體系管理。